# Hatty Belobi Nawezhi
Hatty Belobi Nawezhi (Kinshasa, 7 september 1994) is een Belgisch basketbalspeelster. Ze speelt als power-forward bij de Spaanse tweedeklasser Iraurgi Saski Baloia en de Belgian Cats.
in 2017 speelde ze bij Añares Rioja damesteam van Iraurgi Saski Baloia, een Baskisch team uit Azpeitia. Nadien vertrok ze in 2019 naar het Duitse Rutronik Stars Keltern.
Ze studeerde aan het Institut Sainte Ursule in Vorst, Brussels Hoofdstedelijk Gewest. Basket speelde ze in haar jeugd bij meerdere Franse teams waaronder ASG Gauchy, USO Mondeville en US Colomiers. In 2014 transfereerde ze naar Spirou Monceau Charleroi.
In 2015-2016 speelde ze college basketbal voor het Amerikaanse Northeastern Oklahoma A&M College
Ze speelt voor het Belgisch nationaal team sinds 2010. Eerst bij de U16, met de U17 kan ze deelnemen aan het Wereldkampioenschap in Toulouse, met de U18 werd ze Europees kampioen in 2011. Het Europees kampioenschap speelde ze met de U20 in Udine in juli 2014. In 2017 vervoegde ze de brede kern van de Belgian Cats waar ze in 2018 op het wereldkampioenschap de finale selectie haalde en basisspeelster werd.